# Pectiniunguis bollmani
Pectiniunguis bollmani is een duizendpotensoort uit de familie van de Schendylidae. De wetenschappelijke naam van de soort is voor het eerst geldig gepubliceerd in 1999 door Pereira, Foddai & Minelli.